# 特捜最前線のエピソード一覧 (第105話 - 第216話)
特捜最前線のエピソード一覧（とくそうさいぜんせんのエピソードいちらん）は全国テレビ朝日系列で放送された『特捜最前線』の放送タイトルを綴ったものである。本項目では全509話のうち、1979年4月4日から1981年6月24日まで放送された第105話から第216話までを記述する。
前後の放送分は下記のページを参照のこと。
- 特捜最前線のエピソード一覧 (第1話 - 第104話)
- 特捜最前線のエピソード一覧 (第217話 - 第328話)
- 特捜最前線のエピソード一覧 (第329話 - 第435話)
- 特捜最前線のエピソード一覧 (第436話 - 第509話)

| 話数 | 放映日       | サブタイトル                        | 脚本                 | 監督       | ゲスト | 備考                                                      |
| ---- | ------------ | ----------------------------------- | -------------------- | ---------- | --- | --------------------------------------------------------- |
| 105  | 1979年4月4日 | さようなら、高杉刑事!               | 長坂秀佳             | 天野利彦   | 森下愛子｜滝沢双、日夏紗斗子｜有田麻里、中村龍史、田川勝雄｜池上明治、吉田照義、佐藤吉蔵、片桐次郎｜篠原めぐみ、富田雅美、亀田順子／高瀬将敏(技斗)｜佐々木すみ江｜剣持伴紀、岡部正純｜加藤和夫／中江真司(ナレーター)｜西田敏行 | OP、ED変更。 高杉刑事転勤。                               |
| 106  | 4月11日      | 完全犯罪・ナイフの少女!             | 長坂秀佳             | 天野利彦   | 山本みどり｜藤山律子、日夏紗斗子｜原あけみ、大栗正史、鵜川貴範／高瀬将敏(技斗)｜風見章子｜佐原健二／中江真司(ナレーター)｜伊沢一郎 |                                                           |
| 107  | 4月18日      | 射殺魔・1000万の笑顔を砕け!         | 大原清秀             | 佐藤肇     | 北見敏之｜下村節子、寺泉哲章｜星野幸子、吉野比弓、丸岡奨詞｜朝倉一、塩見三省、竹本純平、志水良雄｜今井久、黒田努、高橋かおる、雪江由紀｜吉川潤子、佐藤成子、大柴学、薄田拓巳／高瀬将敏(技斗)｜あらんどろん｜日夏紗斗子／中江真司(ナレーター)｜野口元夫、夏木章｜仲谷昇                                                                         |                                                           |
| 108  | 4月25日      | 午前0時に降った死体!                | 長坂秀佳             | 村山新治   | 田中明夫｜桜井浩子、皆川妙子｜桐原信介、鈴木泰明、谷本小代子｜北川巧、不知火艶、梅原正樹、平井一幸、岡幸次郎｜美原亮三、三紀輝幸、佐藤吉蔵、満仲志保、岩永和信｜梅津栄、日夏紗斗子｜田島義文／高瀬将敏(技斗)｜内田稔／中江真司(ナレーター)｜桜木健一                                                                                           | 滝刑事加入。 玉井婦警退職。                               |
| 109  | 5月2日       | 紫色のマニキュアをした女!           | 塙五郎               | 野田幸男   | 垂水悟郎｜有吉ひとみ、関谷ますみ｜高橋英郎、田畑孝、進藤幸｜木村修、菊地太、小甲登枝恵、村松美枝子、石原和子、榎本英一、生井和夫、大家博、大館光信、富田雅美｜早川雄三／高瀬将敏(技斗)｜太刀川寛／中江真司(ナレーター) | 高杉婦警赴任。 OP変更。                                   |
| 110  | 5月9日       | 列車大爆破0秒前!                    | 長坂秀佳             | 天野利彦   | 辻萬長｜新海百合子、関谷ますみ｜時本武、中真千子、伊藤正博｜松屋文人、北川陽一郎、山口譲｜石光豊、前沢迪雄、喜田晋平｜吉田照義、石川洋子、伊藤淳次／高瀬将敏(技斗)｜守屋俊志／中江真司(ナレーター) | 神代警視正復帰。                                          |
| 111  | 5月16日      | ラジオカセットのある殺人風景!       | 大野靖子             | 村山新治   | 早乙女愛｜加藤大樹、風祭ゆき｜石井宏明、森愛、山浦栄、高野隆志、佐川二郎、沢木寿里、前島良行、大館光信、戸塚晴美、高木俊哉／高瀬将敏(技斗)｜石橋蓮司、関谷ますみ｜河村弘二／中江真司(ナレーター)｜花沢徳衛 |                                                           |
| 112  | 5月23日      | 赤い殺意を飼う女!                   | 大野武雄             | 野田幸男   | 結城しのぶ｜佐々木敏、久保田鉄男、佐古正人、藤田宗久、古部利夫、広田行生、諸角憲一、池上明治、片桐次郎、山崎健二、石川武、小野田正直、大門立花、熊沢一美、国東五郎、上田三津子｜弘松三郎、関谷ますみ／高瀬将敏(技斗)｜三谷昇／中江真司(ナレーター)                                                                                             |                                                           |
| 113  | 5月30日      | 若者狩り・恐怖のラブレター!         | 大原清秀             | 佐藤肇     | 津山登志子｜林道紀、栗田八郎｜鈴木恒、大竹まこと、大辻慎吾、高瀬将嗣｜三川雄三、永谷悟一、岸井あや子、吉川弘美｜比良元高、榎本英一、美原亮三、永野佐武郎｜舟久保信之、鎌田功、佐藤勉、田口和政、佐々森勇二｜夏木章、関谷ますみ／高瀬将敏(技斗)｜浜田晃／中江真司(ナレーター)                                                                   |                                                           |
| 114  | 6月6日       | サラ金ジャック・射殺犯桜井刑事!     | 長坂秀佳             | 天野利彦   | 日向明子｜風間健、関谷ますみ｜相馬剛三、中村美代子、遠藤剛｜久遠利三、中寛三、大鹿伸一｜有田美和子、佐藤吉蔵、三浦憲／高瀬将敏(技斗)｜山本清／中江真司(ナレーター)｜横森久 |                                                           |
| 115  | 6月13日      | チリアーノを歌う悪女!               | 塙五郎               | 天野利彦   | 緑魔子｜関谷ますみ、武田弘樹、森愛｜野本博、菊地太、広京子、本多洋子｜マジッドジャウエット、イクバルハンク、香山秀美、今村治彦｜チリアーノ(特別出演)｜高杉玄／高瀬将敏(技斗)｜武藤章生／中江真司(ナレーター)｜藤巻潤 |                                                           |
| 116  | 6月20日      | 真夜中のデッドアングル!             | 本田英郎             | 村山新治   | 小坂一也｜横山リエ｜松山照夫、二階堂千寿｜関谷ますみ、竹田光裕、坂口芳貞、田川勝雄、斉藤幸一、梅原正樹、仲塚康介、山浦栄、福岡康裕、寒川蔵雄、大家博、村松美枝子、小山勤、里見和香、大館光信、塚田美津代、国東五郎｜綾川香／高瀬将敏(技斗)｜高野真二／中江真司(ナレーター)                                                                     |                                                           |
| 117  | 6月27日      | 落ちた手首が喋るとき!               | 松本功 山田正人      | 野田幸男   | 速水亮｜毬杏奴、関谷ますみ｜世古良博、皆川明男、星野暁一、山田光一、土師孝也、畑中猛重、青木茂、上田幸輔、平井一幸、山本相時、溜健二、勝光徳、前島良行、川村京子、中原歩｜内田勝正／高瀬将敏(技斗)｜北原義郎／中江真司(ナレーター)｜月丘千秋                                                                                                   |                                                           |
| 118  | 7月4日       | 子供の消えた十字路                  | 長坂秀佳             | 天野利彦   | 秋元羊介｜沢井孝子、関谷ますみ｜河合絃司、相馬剛三、松下彰｜原ひさ子、山本緑、久木念、伊藤慶子｜小甲登志枝、八百原寿子、大栗清史、佐川二郎｜池上明治、生江和夫、友金敏雄、黒田努｜町田政則、田口和政、福島歳恵、岩永和信｜榊ひろみ／高瀬将敏(技斗)｜西本裕行／中江真司(ナレーター)                                                             |                                                           |
| 119  | 7月11日      | サウスポーは死の匂い!               | 大野武雄             | 天野利彦   | 神太郎、堀越陽子、野川愛／速水隆、吉永慶、久地明、土山登志幸、大阪憲、角友二郎、永谷悟一、榎本英一、木村修、原寿子、篠原光明、勝部演之、伊沢一郎 |                                                           |
| 120  | 7月18日      | 保険金殺人・華麗なるダイビング!     | 茶田才               | 野田幸男   | 大下哲矢｜芹沢由美、関谷ますみ｜井上博之、ミス･モンロー、樋口のり子｜舟久保信之、富田博之、永田裕子｜成川哲夫／高瀬将敏(技斗)｜鶴賀二郎／中江真司(ナレーター) |                                                           |
| 121  | 7月25日      | マニキュアをした弁護士!             | 本田英郎             | 村山新治   | 藤田美保子｜新海百合子、関谷ますみ｜山浦栄、生江和夫、雨宮裕子｜鈴木克彰、矢萩雅夫／高瀬将敏(技斗)｜佐々木孝丸｜日野道夫／中江真司(ナレーター)｜浜田寅彦、加藤和夫｜守屋俊志、杉江廣太郎｜石山律雄 |                                                           |
| 122  | 8月1日       | 痴漢になった警官!                   | 阿井文瓶             | 田中秀夫   | 水森コウ太｜吉岡ひとみ、関谷ますみ｜石井宏明、佐々木敏、阿部健多、梅原正樹、伊藤正博、宮沢元、川村京子、桜井恵美子、八百原寿子、小川隆一、古部利夫、美原亮三、戸塚晴美、吉川潤子／中江真司(ナレーター)、高瀬将敏(技斗)｜高杉玄、長島隆一 |                                                           |
| 123  | 8月8日       | 豪華フェリージャック・恐怖の20時間! | 長坂秀佳             | 野田幸男   | 内田直哉｜酒井昭、清水涼子｜関谷ますみ、田川勝雄、伊藤慶子｜島英司、山本相時、片桐次郎、生江和夫｜山岸和人、山中泰介、石川洋子、前島良行｜木村清信、大久保純、近藤秀樹／高瀬将敏(技斗)｜有馬昌彦、松本朝夫｜森幹太、福岡正剛｜山岡徹也／中江真司(ナレーター)                                                                                   | 協力：海上保安庁、日本高速フェリー"さんふらわあ"          |
| 124  | 8月15日      | 顔切り魔・墓場からきた女!           | 藤井邦夫             | 長谷部安春 | 浅野真弓｜関谷ますみ、松沢千恵｜弘松三郎、佐古正人、山口譲、佐川二郎｜和田朱実、木元恵、根本明枝、一藤かほる、藤本節子｜伊豆肇、北城真記子｜中江真司(ナレーター)、高瀬将敏(技斗) | 協力：東京タワー、蝋人形館、人形の久月                    |
| 125  | 8月22日      | 亡霊・帰って来た幽子!               | 長坂秀佳             | 宮越澄     | 清水石あけみ、小林伊津子｜関谷ますみ、新谷由美子、史織ゆき、遠藤まゆみ、丸岡奨嗣、山浦栄、菊地太、大内俊章、泉福之助／高瀬将敏(技斗)｜穂高稔／中江真司(ナレーター) |                                                           |
| 126  | 8月29日      | 姿なき誘拐魔!                       | 押川國秋             | 野田幸男   | 新克利、桜井浩子、井口恭子／田畑孝、久地明、山本緑、桐原信介、大辻慎吾、小山柳子、鎌田巧、根本万喜子、杉欣也、香山秀美、井上貴美子、伊藤巧美、荻生田善道 |                                                           |
| 127  | 9月5日       | 裸の街I・首のない男!                | 塙五郎               | 天野利彦   | 日色ともえ｜木村理恵｜関谷ますみ、山田光一、篠原大作｜宮城健太狼、岡幸次郎、伊藤慶子、広京子｜原あけみ、石原和子、宮口悟、矢口純｜風見章子｜新井和夫／高瀬将敏(技斗)｜西川明／中江真司(ナレーター)｜北林谷栄 |                                                           |
| 128  | 9月12日      | 裸の街II・最後の刑事!               | 塙五郎               | 天野利彦   | 日色ともゑ｜木村理恵｜関谷ますみ、森愛｜五野上力、榎本英一、小甲登枝恵、岡幸次郎｜石原和子、岸下雅代、宮口悟、矢口純｜風見章子｜新井和夫／高瀬将敏(技斗)｜西川明／中江真司(ナレーター)｜北林谷栄 | 船村刑事退職。                                            |
| 129  | 9月19日      | 非情の街・ピエロと呼ばれた男!       | 長坂秀佳             | 天野利彦   | 有吉ひとみ｜秋谷陽子、関谷ますみ｜原田力、土山登志幸、魁三太郎｜花巻五郎、山田光一、永谷悟一｜広京子、大家博、熊沢一美／高瀬将敏(技斗)｜福山象三、井上博一｜玉川伊佐男／中江真司(ナレーター) | OP変更。                                                  |
| 130  | 9月26日      | ニセ札・厄病神を拾った男!           | 本田英郎             | 野田幸男   | 三谷昇、女屋美和子／宮城健太狼、佐古正人、内海恵津、梅原正樹、木村修、菊地太、新木実、吉宮慎一、秋山紀子、伊藤京子、宮地謙吾、小林紀美子、前田浩一、柳川慶子、鶴賀二郎、早川雄三 |                                                           |
| 131  | 10月3日      | 6000万の美談を狩れ!                 | 長坂秀佳             | 宮越澄     | 武内亨｜大森不二香、関谷ますみ｜星野晶子、池田光隆、相馬剛三｜伊藤正博、佐川二郎、大家博／高瀬将敏(技斗)｜田口計、冷泉公裕｜稲垣昭三／中江真司(ナレーター) |                                                           |
| 132  | 10月10日     | 殺意のフラメンコ!                   | 橋本綾               | 天野利彦   | 田中真理｜立川光貴、関谷ますみ｜河合絃司、森みつる、城恵美、佐藤晟也、進藤幸、クラハム・レイビー、山口譲、八百原寿子、生江和夫、佐野美智子、原田隆一／中江真司(ナレーター)、高瀬将敏(技斗)｜ファニート篠田、パロマ落合／ギターラアーチスト｜佐原健二、福岡正剛                                                                                 | OP変更。                                                  |
| 133  | 10月17日     | 六法全書を抱えた狼!                 | 長坂秀佳             | 野田幸男   | 夏夕介｜阿部圭子、関谷ますみ｜山田きよし、沢木寿里、佐藤吉蔵｜鎌田功、松下昌司、高野隆司｜吉沢勝、木村栄／高瀬将敏(技斗)｜小沢忠臣、岩城力也｜菅貫太郎／中江真司(ナレーター) |                                                           |
| 134  | 10月24日     | 雨の脅迫者!                         | 押川国秋             | 田中秀夫   | 佳那晃子｜夏川太輔、関谷ますみ｜弘松三郎、大谷朗｜夏木章、原田力｜星野幸子、若尾義昭、花原照子、梅原正樹、田中隆｜中江真司(ナレーター)、高瀬将敏(技斗) |                                                           |
| 135  | 10月31日     | われら殺人安保条約!                 | 大原清秀             | 佐藤肇     | 垂水悟郎｜風戸佑介、根岸一正｜関谷ますみ、杉真由美、立枝歩｜久地明、久遠利三、五野上力、比良元高｜河野洋子、美原亮三、小山勤、橋本春彦、石川洋子｜土井潤子、赤木利恵、土屋満利子、桜井由子／高瀬将敏(技斗)｜小沢左生子／中江真司(ナレーター)｜内田稔                                                                                           |                                                           |
| 136  | 11月7日      | 誘拐1・貯水槽の恐怖!                | 長坂秀佳             | 天野利彦   | 山本學｜伊東平山、関谷ますみ｜山田光一、音羽千佳子、吉田紀人｜高瀬将嗣、半田晶子、工藤秀和／高瀬将敏(技斗)｜堀越陽子／中江真司(ナレーター)｜横森久 | 協力:京成電鉄株式会社                                     |
| 137  | 11月14日     | 誘拐II・果てしなき追跡!             | 長坂秀佳             | 天野利彦   | 山本學｜伊東平山、関谷ますみ｜吉田紀人、音羽千佳子、高瀬将嗣｜上野綾子、戸田春子、広京子｜夏麻衣子、平野真理、菅田朝行／高瀬将敏(技斗)｜堀越陽子／中江真司(ナレーター) | 協力:京成電鉄株式会社                                     |
| 138  | 11月21日     | 警視庁窓際族!                       | 塙五郎               | 村山新治   | 長門裕之／速水隆、相馬剛三、湊俊一、大神信、田山涼成、吉良冬太、竹口安芸子、森愛、伊藤慶子、石川武士、榎本英二、高野隆司、佐川二郎、八百原寿子、山本相時、田口和政、泉福之助、川村京子、石原和子、中田博久、守屋俊志 |                                                           |
| 139  | 11月28日     | 消えた子連れ刑事!                   | 長坂秀佳             | 宮越澄     | 市原清彦、関谷ますみ｜遠藤征慈、大塚良重｜安田勝明、菊地太、山浦栄｜岡幸次郎、生江和夫、藤本伸二、吉田照義｜小野田直正、三浦信子、岸本一人、辻本博武｜佐藤勉、山城政友、山元隆一郎／高瀬将敏(技斗)｜楠田薫、松本朝夫｜高野真二／中江真司(ナレーター)                                                                                           |                                                           |
| 140  | 12月5日      | ハナコ・少女売春の街!               | 藤井邦夫             | 青木弘司   | 中村久美／木下和佳、夏木章、五野上力、吉宮慎一、広松肇、武見潤、松下実加、池内彦祥、山河連滉、小林雪子、加藤和夫、成瀬正、早川雄三、住吉正博、深江章喜、伊沢一郎 |                                                           |
| 141  | 12月12日     | 脱走爆弾犯を見た女!                 | 長坂秀佳             | 宮越澄     | 呉恵美子｜関谷ますみ、斉藤真｜鈴木和夫、入江正徳、岩城力也、河合絃司｜大東梁佶、宍倉るみ、津路清子、西朱実｜折尾哲郎、橋本春彦、山田京子、石川洋子、岸下雅子｜磯部稲子、佐藤達郎、田中直子、福島由美子、長谷部緑、依田真弓｜中江真司(ナレーター)、高瀬将敏(技斗)                                                                               |                                                           |
| 142  | 12月19日     | わが青春のカリフォルニア!           | 阿井文瓶             | 天野利彦   | 山本みどり｜水原麻記、関谷ますみ｜南祐輔、グラハム・レビィー、古屋哲、五野上力｜伊藤正博、平井一幸、アレキサンダー・イーズリー、伊藤慶子、福岡康裕｜松井早苗、リチャード・ヘェドロック、佐々森勇二／高瀬将敏(技斗)｜勝部演之／中江真司(ナレーター)                                                                                             |                                                           |
| 143  | 12月26日     | 殺人伝言板・それぞれのクリスマス!   | 塙五郎               | 田中秀夫   | 片岡幸子、立枝歩｜関谷ますみ、相馬剛三、弘松三郎、福井友信｜進藤幸、松尾文人、久地明、橘田良江｜森愛、菊地英一、ミッキー山本、三浦憲、三沢もとこ｜半田晶子、水谷敏行、菅田朝行、市川清美、岸本一人｜川村京子、藤本伸二、黒田努、新井英樹、河野知津子｜中江真司(ナレーター)、高瀬将敏(技斗)                                                     | 挿入歌「帰らざる日々」(アリス)                            |
| 144  | 1980年1月9日 | ヨーコ・二人だけの新春哀歌!         | 横山保朗             | 天野利彦   | 森大河、水原ゆう紀／大谷朗、吉岡ひとみ、夏川かほる、堀礼文、原田力、田川勝雄、山本緑、梅原正樹、木村修、小山昌幸、吉沢勝、池永惣一、山城貴子、吉川潤子、上原ひとみ、原寿子、柴田耕一、土肥潤子 |                                                           |
| 145  | 1月16日      | 凶器が歩く街!                       | 大原清秀             | 佐藤肇     | 阿部健多、大山いづみ｜信実一徳、関谷ますみ、田山涼成｜秋元羊介、武内文平、西田昭市、湖条千秋｜比良元高、岸野一彦、星野幸子、吉宮慎一｜深見真登香、前島良行、大栗清史、福島歳恵、泉福之助、関田恵子｜牧野英臣、岩永和信／高瀬将敏(技斗)｜伊東達広、折原啓子｜山岡徹也／中江真司(ナレーター)                                                     |                                                           |
| 146  | 1月23日      | 殉職I・津上刑事よ永遠に!            | 長坂秀佳             | 天野利彦   | 佐藤オリエ｜立枝歩、関谷ますみ｜鶴賀二郎、森下哲夫、神ひろし｜成田次穂、沢田情児、谷村隆之、山田光一｜永谷悟一、武見潤、隼田勇蔵、升元泰造、酒井郷博｜田口和政、生江和夫、山形政彦、町田政則、篠克也｜三浦伸、中村まり子、吉川潤子、内田修司／高瀬将敏(技斗)｜真木恭介／中江真司(ナレーター)｜多々良純                                         |                                                           |
| 147  | 1月30日      | 殉職II・帰らざる笑顔!               | 長坂秀佳             | 天野利彦   | 佐藤オリエ｜立枝歩、関谷ますみ｜鶴賀二郎、中村ブン、神ひろし、武見潤｜隼田勇蔵、升元泰造、篠克也、高瀬将嗣｜八百原寿子、美原亮三、町田政則、三浦伸｜中村まり子、勝光徳、小沢美晴／高瀬将敏(技斗)｜真木恭介／中江真司(ナレーター)｜多々良純 | 津上刑事殉職。                                            |
| 148  | 2月6日       | 警視庁番外刑事!                     | 長坂秀佳             | 青木弘司   | 夏夕介｜関谷ますみ、萩奈穂美｜伊東平山、古川小夜子｜平野稔、原田力、夏木章｜池田道枝、橘田良江、松尾文人、島村卓志、小甲登枝恵｜小山勤、今井久、田中陽介、長谷部緑、広田真弓｜中江真司(ナレーター)、高瀬将敏(技斗) | 叶刑事加入。                                              |
| 149  | 2月13日      | 女たちの殺人遊戯!                   | 横山保朗             | 野田幸男   | 林ゆたか｜森あい、関谷ますみ｜岡本ひろみ、青山恭子、田川勝雄、五野上力、榎本英一、大家博、佐藤吉蔵、音羽千佳子、本多洋子、赤木理恵、三原玲奈、椿七枝、大蔵晶／高瀬将敏(技斗)｜浜田晃／中江真司(ナレーター) |                                                           |
| 150  | 2月20日      | 拳銃泥棒・雪国から来た二人!         | 茶田才               | 田中秀夫   | 中西良太｜桑原一人、関谷ますみ｜山口譲、橋本春彦、松下昌司、石井かおり、鈴木正人、前島良行、岸下雅代、関田恵子／高瀬将敏(技斗)｜中田博久／中江真司(ナレーター)｜村地弘美 |                                                           |
| 151  | 2月27日      | 喝采・地上20メートルの密室!         | 茶田才               | 佐藤肇     | 大西徹也｜関谷ますみ、堀礼文｜力武淳、進藤幸、ユセフ・オスマン、あずま竜太｜リチャード・デクソン、吉田太門、高杉レイ、梓葉子、佐藤えりこ｜横山司(サーカス東京)／高瀬将敏(技斗)｜神太郎／中江真司(ナレーター)｜赤座美代子 | 挿入歌「大都会」(クリスタルキング)                        |
| 152  | 3月5日       | 手配107・凧をあげる女!              | 塙五郎               | 天野利彦   | 有吉ひとみ｜森秋子、関谷ますみ｜成瀬正、相馬剛三、山田光一｜中村英生、五十嵐美恵子、山浦栄、小甲登枝恵｜高野晃大、川村和子、上平明久、竹本史明｜新井和夫／高瀬将敏(技斗)｜清川新吾／中江真司(ナレーター) | 挿入歌「この空を飛べたら」(加藤登紀子)                    |
| 153  | 3月12日      | 上野発“幻”駅行!                     | 長坂秀佳             | 青木弘司   | 永島暎子｜桜井浩子、関谷ますみ｜一柳みる、倉沢暎子、榎本英一、梅原正樹｜八百原寿子、泉福之助、高野和栄、福島歳恵、大谷麻知子、水木恵子｜佐藤仁哉｜中江真司(ナレーター)、高瀬将敏(技斗) |                                                           |
| 154  | 3月19日      | オルフェの歌った演歌!               | 阿井文瓶             | 村山新治   | ラリー・オーストン、下村節子｜湊俊一、武内文平、久遠利三｜田川勝雄、久地明、団厳、上野綾子｜仲塚康介、伊藤慶子、勝光徳、小山勤｜佐藤勉、永野佐武郎、池田進／高瀬将敏(技斗)｜小鹿番、関谷ますみ｜深江章喜／中江真司(ナレーター) |                                                           |
| 155  | 3月26日      | 完全犯罪・350ヤードの凶弾!          | 長坂秀佳             | 天野利彦   | 嵯峨善兵｜小沢左生子、関谷ますみ｜西田昭市、中島元、宮沢元｜伊藤正博、井上三千男、山川弘乃、星野幸子｜池上明治、村松美枝子、片桐次郎、福岡康裕／高瀬将敏(技斗)｜弘松三郎、寄山弘｜内田稔／中江真司(ナレーター) |                                                           |
| 156  | 4月2日       | 乗り逃げ女はリンゴがお好き!         | 大原清秀             | 佐藤肇     | 山口美也子、岡部正純、大内俊章、島村卓志、今西正男、夏木章、多田幸男、五野上力、山浦栄、永谷悟一、古屋哲、福岡康裕、吉田太門、持永修、徳田雅之、内田修司、関田恵子、渡辺まみ、田中妙子、八名信夫／西田健 |                                                           |
| 157  | 4月9日       | ドレスメーカー女学院強盗事件!       | 横山保朗             | 宮越澄     | 高品格、塩見三省、花井優子、吉良冬太、相馬剛三、和田一壮、岩城力也、司由美、石井茂樹、生江和夫、佐藤吉蔵、大家博、小山昌幸、幸英二、吉川潤子、木村栄、原あけみ、鈴木秋夫、高野晃大、佐藤勉、木村清信、樋代よし子、小池美津子、白石奈緒美 |                                                           |
| 158  | 4月16日      | ニューミュージックを唄う刑事!       | 塙五郎               | 青木弘司   | 高沢順子、奥村公延、野瀬哲男、佐々木敏、きくち英一、日高久美子、西川敬三郎、デビット・フリードマン、ライナー・ゲッスマン、日高美子、若尾義昭、大貫一孝、松尾文一、泉福之助 |                                                           |
| 159  | 4月23日      | ポルノ雑誌殺人事件!                 | 横山保朗             | 村山新治   | 大山いづみ、草薙良一、樋口のりこ、平野功、佐野哲也、谷本小代子、松本敏男、八木秀司、鎌田功、猪垣泰佑、塚本一郎、村木勲、伊藤紘、木村栄、林ゆか、今福正雄 |                                                           |
| 160  | 4月30日      | 復讐I・悪魔がくれたバリコン爆弾!    | 長坂秀佳             | 天野利彦   | 三ツ木清隆｜田口計、原日出子｜高野隆志、山形政彦、鈴木道雄｜高城淳一｜田中明夫｜中江真司(ナレーター)、高瀬将敏(技斗) |                                                           |
| 161  | 5月7日       | 復讐II・5億円が舞い散るとき!        | 長坂秀佳             | 天野利彦   | 三ツ木清隆｜宮地真由美、香野なつみ｜河合絃司、梅原正樹、山口譲｜赤石富和、山井達雄、城海峯、石川洋子／高瀬将敏(技斗)｜田口計、奥野匡｜高城淳一／中江真司(ナレーター)｜田中明夫 |                                                           |
| 162  | 5月14日      | 窓際警視の靴が泣く!                 | 永井竜一             | 村山新治   | 長門裕之｜伊藤めぐみ、粟田八郎｜城恵美、中田譲治、田川勝雄、久地明｜猪野剛太郎、岡幸次郎、此島愛子、山田光一｜山浦栄、木村修、磯部稲子、神戸泰子｜佐川二郎、泉福之助、吉田照義、木村栄／高瀬将敏(技斗)｜長谷部緑、関田千恵子、石川洋子、稲葉裕之／中江真司(ナレーター)｜仲谷昇                                                                 |                                                           |
| 163  | 5月21日      | ああ三河島・幻の鯉のぼり!           | 大原清秀             | 佐藤肇     | 三上真一郎｜井上博一、丘淑美｜斉藤真、相馬剛三、河合絃司｜鈴木和夫、夏木章、三原京子、半田晶子｜三沢もとこ、小甲登枝恵、邦創典、松下昌司｜山本相時、吉宮慎一、田中加奈子／高瀬将敏(技斗)｜頭師孝雄／中江真司(ナレーター) | 協力：京成電鉄株式会社                                    |
| 164  | 5月28日      | 再会・容疑者は刑事の妹!             | 阿井文瓶             | 青木弘司   | 立枝歩、川代家継｜牧田正嗣、竹口安芸子、坂俊一｜青都潤吾、大野富久代、片桐次郎、大後守｜山口哲生、安藤博信、千葉長門／高瀬将敏(技斗)｜椎名建治、水島彩子｜高野真二／中江真司(ナレーター) |                                                           |
| 165  | 6月4日       | 隣にいた絞殺魔!                     | 本田英郎             | 天野利彦   | 入川保則、大矢梨津子、三川雄三、久遠利三、水谷敏行、梅原正樹、小池雄介、五野上力、舟久保信之、秋野陽介、村木勲、俵一、生間隆之、関田恵子、渡辺るみ、守屋俊志、近藤準、岸田森 |                                                           |
| 166  | 6月11日      | それは、職務質問から始まった!       | 押川国秋             | 宮越澄     | 福崎和宏、倉地雄平、久保田民絵、井上三千男、西川敬三郎、古田千鶴、仲野裕、高瀬将嗣、松本敏男、松田茂樹、鎌田功、町田政則、佐藤昇、山内友宗、遠藤征慈、吉水慶 |                                                           |
| 167  | 6月18日      | マニキュアをした銀行ギャング!       | 長坂秀佳             | 田中秀夫   | 根岸季衣｜大谷朗、木樽研三｜南祐輔、池上明治、甲斐みどり｜幸英二、小山勤、桜田薫／高瀬将敏(技斗)｜水原英子／中江真司(ナレーター)｜佐原健二 |                                                           |
| 168  | 6月25日      | 亡霊・顔のない女!                   | 長谷川公之           | 青木弘司   | 尾藤イサオ、冷泉公裕、披岸喜美子、若尾義昭、鈴木志郎、今野鶏三、中田彩子、山本緑、菅原一高、菊地太、佐川二郎、生江和夫、荻田晴美、内田修司、杉岡萩乃、佐野美智子、青柳鉄也、田中直子 |                                                           |
| 169  | 7月2日       | 地下鉄・連続殺人事件!               | 長坂秀佳             | 宮越澄     | 赤座美代子｜中島元、進藤幸、滝義朗｜三沢もとこ、小甲登枝恵、泉福之助、武士恭久｜杉欣也、木村栄、関章三、若林味香｜中江真司(ナレーター)、高瀬将敏(技斗)｜藤巻潤 | 滝刑事退職。                                              |
| 170  | 7月9日       | ビーフシチューを売る刑事!           | 塙五郎               | 天野利彦   | 左時枝｜木村理恵｜酒井昭、森祐介、宮城健太狼｜木村修、斉藤吏絵子、鎌田功、高野隆志｜田中洋介、美原亮三、中原晴子、内田修司｜岸下雅代、関田恵子、杢秀明／高瀬将敏(技斗)｜田中妙子、渡辺るみ、大塚律子／中江真司(ナレーター)｜三木敏彦、長浜藤夫｜大滝秀治                                                                                       | 船村一平、刑事に復職。                                    |
| 171  | 7月16日      | プノンペンから来た女!               | 本田英郎             | 青木弘司   | テレサ野田、船水俊宏、鶴岡修、岩城力也、黒田健三、赤石富和、溜健二、小山昌幸、小野田直正、熊沢一美、鶴賀二郎、堀礼文 |                                                           |
| 172  | 8月6日       | 乙種蹄状指紋の謎!                   | 長坂秀佳             | 天野利彦   | 織本順吉｜野川愛、見城貴信、成瀬静江｜市原清彦、相馬剛三、伊藤正博、岸野一彦｜秋山敏、花原照子、佐川二郎、佐久間亜子、大鳥居ゆり子｜米持みさ子、上坂力、永野佐武郎、高野隆志、佐藤道郎｜木村栄、小林綾子、小林朋子、小林さくら、岩永信行｜水城蘭子、久遠利三｜中江真司(ナレーター)、高瀬将敏(技斗)                                             |                                                           |
| 173  | 8月13日      | レイプ・恐怖の自転車置場!           | 大原清秀             | 佐藤肇     | 水森こう太、松香ふたみ、成瀬正、倉吉朝子、永谷悟一、三川雄三、木田愛子、たこ八郎、音羽千佳子、池上明治、大家博、小山勤、三谷晃代、田口和政、吉沢勝、小菅陽平、村木勲、正村隆治、猪股裕子、野沢勝 |                                                           |
| 174  | 8月20日      | 高層ビルに出る幽霊!                 | 長坂秀佳             | 村山新治   | 沢井孝子、大石はるみ、北見敏之、水谷敏行、山本緑、団巌、泉福之助、片桐次郎、鎌田功、生江和夫、佐藤達郎、長谷部緑、浜田晃、陶隆司 |                                                           |
| 175  | 8月27日      | ナイター殺人事件!                   | 池田雄一             | 田中秀夫   | 小坂一也、水島彩子、中真千子、梅原正樹、大原和彦、仲野裕、宮田光、夏木章、田中筆子、宮本幸子、三沢もとこ、高杉哲平、小笠原まりこ、本多洋子、平野真理、横山桂子、新井備子 |                                                           |
| 176  | 9月3日       | 1980年夏・二人だけの暴走族!         | 藤井邦夫             | 天野利彦   | 山本茂、小坂まさる、石井茂樹、若尾義昭、滝川潤、白川絹子、五野上力、新井千秋、吉宮慎一、小山昌幸、吉田照義、町田政則、佐藤昇、大蔵晶、山河連滉、友岡由美、小林昭二 | 挿入歌「狂った果実」(アリス)                              |
| 177  | 9月10日      | 天才犯罪者・未決囚1004号!           | 長坂秀佳             | 青木弘司   | 梅野泰靖、丘淑美、久遠利三、関山耕司、北村大造、岡幸次郎、佐川二郎、幸英二、徳田雅之、鎌田功、村木勲、吉田照義、宮地謙吾、内田修司、永野佐武郎、佐々森勇二、江田平八郎、池永惣 |                                                           |
| 178  | 9月17日      | 男たちのセプテンバーソング!         | 塙五郎               | 辻理       | 北村総一朗、立石凉子、高杉玄、鈴木志郎、田川勝、大栗清史、高瀬将嗣、仲塚康介、一柳みる、都はるか、早川雄三、伊沢一郎 |                                                           |
| 179  | 9月24日      | 面影                                | 石松愛弘             | 佐藤肇     | 秋谷陽子｜田島真吾｜笹入舟作、吉良冬太、富田博之｜高山亜希子、荒井智子、島田雄三、田中洋介｜斉藤緑、西よう子、綾中素子、花田圭祐｜小菅陽平、石田裕子、御前裕子、近藤真理、岩永和信｜中江真司(ナレーター)、高瀬将敏(技斗)｜手塚茂夫、三角八郎｜南原宏治                                                                                         |                                                           |
| 180  | 10月1日      | ダイナマイトパニック・殺人海域!     | 長坂秀佳             | 天野利彦   | 南条弘二｜松山武由、赤石富和｜河合絃司、生江和夫、横山桂子｜池上明治、福岡康裕、三浦憲、小林樹央子／高瀬将敏(技斗)｜守屋俊志／中江真司(ナレーター)｜神田隆 | 協力:鳥羽戸田家、三重交通、いわほ観光汽船、鳥羽海上保安部 |
| 181  | 10月8日      | ダイナマイトパニックII・望郷群島!   | 長坂秀佳             | 天野利彦   | 南条弘二｜鳥居恵子｜轟謙司、松山武由、赤石富和、梅原正樹｜伊藤慶子、小甲登枝恵、生江和夫、山本隆一郎｜大久保和美、広田真弓、伊東淳次、渡辺学｜中江真司(ナレーター)、高瀬将敏(技斗)｜守屋俊志、近藤隼｜神田隆 | 協力:鳥羽戸田家、三重交通、いわほ観光汽船、鳥羽海上保安部 |
| 182  | 10月15日     | 海の底から来た目撃者!               | 押川国秋             | 村山新治   | 山田吾一、根岸一正、藤山律子、山本緑、池田道枝、山浦栄、荻野陽児、池上明治、山本相時、大家博、山口真司、小山勤、古川玲美、須藤玲子、工藤明子、天田俊明 |                                                           |
| 183  | 10月22日     | 未熟児を棄てた女!                   | 横山保朗             | 野田幸男   | 三浦リカ、佐古雅誉、倉地雄平、人見ゆかり、井上三千男、進藤幸、伊藤正博、大原真理子、日高徹夫、木村修、八百原寿子、一柳みる、沢柳迪子、岡田和子、新行栄作、田口和政、大蔵晶、今井久、北見誓子、中川綾子、柏崎祐一、岸下雅代、岡恵美子、工藤あかね                                                                                               |                                                           |
| 184  | 10月29日     | 慕情                                | 石松愛弘             | 佐藤肇     | 秋谷陽子｜栗田八郎、友金敏雄｜小倉雄三、伊尾正子、稲川英雄｜五野上力、舟久保信之、檀喧太、黒田努｜綾中素子、高崎蓉子、関田恵子、土肥潤子／高瀬将敏(技斗)｜石田裕子、岩永和信、近藤真理、古山美葉／中江真司(ナレーター)｜大谷朗、南佑輔｜今井健二                                                                                               |                                                           |
| 185  | 11月12日     | スキャンダルを拾った刑事!           | 大川タケシ           | 天野利彦   | 速水亮、日向明子、堀礼文、山田光一、鈴木志郎、柏木隆太、桑原一人、山崎之也、中平良夫、小山昌幸、佐々森勇二、高村和栄、木村栄、吉野恒正、城山いづみ、根本愛美、笹川恵美子、佐伯徹、奥村公延 |                                                           |
| 186  | 11月19日     | 東京、殺人ゲーム地図!               | 長坂秀佳             | 田中秀夫   | 小林昭二、篠原大作、鎌田功、松尾文人、泉福之助、三浦憲、小野田直正、熊沢一美、内田修司、中原晴子、岸下雅代、渡辺るみ、国東五郎、南出知秀、都築品子、成清敏行、森山久美子、安達澄江、田口計 |                                                           |
| 187  | 11月26日     | 終列車を見送る女!                   | 塙五郎               | 辻理       | 南城竜也、古田千鶴、信実一徳、大石はるみ、久保晶、簡野典子、樋口のり子、梅原正樹、久遠利三、岸井あや子、仲塚康介、森祐介、池上明治、佐川二郎、平光琢也、溜健二、木村栄、井上博一 |                                                           |
| 188  | 12月3日      | プラットホーム転落死事件!           | 長坂秀佳             | 村山新治   | 遠藤真理子、勝然武美、萩原竹夫、松香ふたみ、内海和子、鈴木和夫、久地明、町田政則、島村卓志、鎌田功、山元隆一郎、佐藤達郎、葛生征樹、藤谷泰文、竹田恵利子、星良子、新井和夫、河合絃司、小鹿番 |                                                           |
| 189  | 12月10日     | 犯罪紳士録に載っている男!           | 秋谷薫               | 野田幸男   | 中尾彬、水島美奈子、岡本ひろみ、奥野匡、佐々木敏、夏木章、成田次穂、速水隆、岡幸次郎、小山昌幸、生江和夫、山井達夫、大後守、吉佐美聖子、小林樹史子、石川洋子、田中直子、弘松三郎、武内文平、加藤和夫、文野朋子 |                                                           |
| 190  | 12月17日     | 償い                                | 石松愛弘             | 青木弘司   | 秋谷陽子、西川明、八名信夫、宮城健太狼、畑中猛重、浅見正、吉宮慎一、福岡康裕、熊沢一美、大燈潤、国東五郎、高野隆志、大原和彦、保岡里紗、山崎美智子、山崎優子、高村和栄、三田千代美、山口由美、早川雄三、上村香子 |                                                           |
| 191  | 12月24日     | ジングルベルを聴く婦警!             | 塙五郎               | 村山新治   | 三浦リカ、速水隆、立花房子、福岡正剛、相馬剛三、木田三千雄、水島涼太、岸野一彦、進藤幸、草薙良一、八百原寿子、木下隆康、真壁大助、大家博、泉福之助、西本裕行 |                                                           |
| 192  | 1981年1月7日 | 張込み・靴を磨く刑事!               | 押川国秋             | 松尾昭典   | 原田大二郎、森みつる、平野稔、夏木章、池田道枝、岩瀬威司、秋野陽介、大館光信、木村栄、西田健 |                                                           |
| 193  | 1月14日      | 老刑事 鈴を追う!                    | 横山保朗             | 天野利彦   | 鳥居恵子、吉田美由紀、新井裕人、町田政則、徳田雅之、五十嵐公二、新井真一、鎌田功、松下昌司、小山昌幸、池永惣一、北川レミ、永野佐武郎、田中直子、宮脇志郎、菊地優子、増田順司、工藤明子 |                                                           |
| 194  | 1月21日      | 判事、ラブホテル密会事件!           | 長坂秀佳             | 天野利彦   | 左時枝｜宗方奈美、井上三千男｜永井玄哉、若尾義昭、石原由紀子｜山形政彦、生江和夫、福岡康祐、佐藤達郎｜石川洋子、山元隆一郎、上平幸忠、上平明久／高瀬将敏(技斗)｜田中浩／中江真司(ナレーター)｜福田豊土｜岸田森 |                                                           |
| 195  | 1月28日      | 殺人メロディーを聴く犬!             | 長坂秀佳             | 野田幸男   | 斉藤真、谷村隆之、滝川潤、上野綾子、北島京子、八百原寿子、高野隆志、横山佳子、高原孝好、美佐保晶子、ルナ憲一、守屋俊志、唐沢民賢、楠田薫 |                                                           |
| 196  | 2月4日       | 蜜甘とマグロと白い粉!               | 阿井文瓶             | 宮越澄     | 矢吹二朗、千波丈太郎、谷口純、塩見三省、岡幸次郎、湯沢勉、一柳みる、池上明治、小林健一、姿鐵太郎、中村満、熊沢一美、関章三、鶴賀二郎、細川俊夫、松本留美 |                                                           |
| 197  | 2月11日      | 焼死体・三つの鍵の謎!               | 大原清秀             | 佐藤肇     | 角野卓造｜久保田民絵、立石涼子｜三浦伸、鈴木志郎、永谷悟一、木村修｜荻野陽児、音羽千佳子、大家博、内田修司｜泉福之助、高瀬仁、上平幸忠、佐藤裕二、岩城歩｜広瀬昌助、江角英明｜中江真司(ナレーター)、高瀬将敏(技斗) |                                                           |
| 198  | 2月18日      | レイプ・似顔絵を描く女!             | 横山保朗             | 松尾昭典   | 北條清嗣、山口美也子、若杉透、丹古母鬼馬二、相馬剛三、小山柳子、白貝真理子、団巌、舟久保信之、赤石富和、香野なつみ、木村修、佐川二郎、生江和夫、村木勲、片桐次郎、佐藤吉蔵、三科千鶴子、田中妙子 |                                                           |
| 199  | 2月25        | 悪魔のような女!                     | 石松愛弘             | 青木弘司   | ジャネット八田、浅見小四郎、吉良冬太、保科三良、笹入舟作、梅原正樹、あずま竜太、山本武、相原巨典、山岡徹也、今井健二 |                                                           |
| 200  | 3月4日       | ローマ→パリ縦断捜査!                | 長坂秀佳             | 天野利彦   | 金沢碧｜中丸信、大谷朗｜森大河、ライナ・ゲッズマン、入江正徳｜西沢利明｜中江真司(ナレーター)、高瀬将敏(技斗)｜速水亮 |                                                           |
| 201  | 3月11日      | ローマ→パリ縦断捜査II!              | 長坂秀佳             | 天野利彦   | 金沢碧｜中丸信、大谷朗｜森大河、ルイーズ・フィリップス｜中江真司(ナレーター)、高瀬将敏(技斗)｜速水亮 | 協力:エールフランス                                       |
| 202  | 3月18日      | 包帯をした銀行ギャング!             | 長坂秀佳             | 野田幸男   | 井原千寿子、石井茂樹、清水宏、下村節子、益田愛子、木村修、池上明治、池永惣一、明日香泉、小緑淳子、神太郎 |                                                           |
| 203  | 3月25日      | 幼女誘拐・菜の花の匂う女!           | 阿井文瓶             | 村山新治   | 大塚良重｜大矢梨津子、成田次穂、久遠利三、花原照子、木田愛子、山木静子、石川洋子、中村玉江、山元隆一郎、佐藤達郎、岡野容子、池内ユミ／高瀬将敏(技斗)｜船水俊宏／中江真司(ナレーター)｜原田英子 |                                                           |
| 204  | 4月1日       | 19才の犯罪日記!                     | 塙五郎               | 野田幸男   | 有吉真知子、樋口のり子｜吉岡祐一、内藤剛志、菅原一高、中島元、橋本菊子、大方斐紗子、秋山敏、梅原正樹、仲塚康介、山浦栄、平井一幸、上田三津子、会田麻理子、福岡康裕、泉福之助、池田悟、福島歳恵｜五木田武信、中江真司(ナレーター)、高瀬将敏(技斗)｜絵沢萠子、井上博一                                                                           |                                                           |
| 205  | 4月8日       | 雪国から来た逃亡者!                 | 長坂秀佳             | 宮越澄     | 冷泉公裕、浅沼晋平、一柳みる、丸山秀美、岩城力也、福原秀雄、伊藤慶子、音羽千佳子、小甲登枝恵、八百原寿子、柿木恵至、田中みち子、田中美絵、木内聡、村田知栄子、伊吹徹、多々良純 |                                                           |
| 206  | 4月15日      | アイドル歌手恐喝事件!               | 大野武雄             | 辻理       | 島英津夫、風祭ゆき、根岸一正、相馬剛三、永井玄哉、島和廣、龍駿介、熊沢一美、小野田正直、渋谷昌道、泉福之助、角間進、和田啓聖、大館光信、伊東淳次、高橋由華、椎谷建治、梅津栄 |                                                           |
| 207  | 4月22日      | 雨傘殺人事件!                       | 大原清秀             | 佐藤肇     | 谷川みゆき、大江徹、棟里佳、栗田八郎、木田三千雄、柄沢英二、あずま竜太、村上幹夫、松波志保、阿部光子、高杉哲平、荒瀬寛樹、竹内靖、小山昌幸、大後守、佐々森勇三、ダニエル・オーグリー、福島歳恵、好井ひとみ、広松肇、遠藤譲治、宮脇志郎、塩野和美、竹田恵利子、須賀沢真理子、生沼薫、谷部勝彦、栗田雅章、土田恵美子、三谷昇、松本朝夫、江木俊夫 |                                                           |
| 208  | 4月29日      | フォーク連続殺人の謎!               | 長坂秀佳             | 野田幸男   | 長塚京三、津山栄一、日高久美子、溝口舜亮、鈴木志郎、宮沢元、木村修、猪垣泰治、佐川二郎、高村和栄、石川洋子、斉藤修、六本木真、三島史郎、浜田晃、小鹿番 |                                                           |
| 209  | 5月6日       | 三千万を拾った刑事!                 | 横山保朗             | 天野利彦   | 工藤明子、中田譲治、柳沢紀子、桑原一人、山田光一、新橋正浩、門谷美佐、内海志津、山井達雄、河野洋子、村木勲、吉田照義、佐藤達郎、細谷有喜子、三上博子、宮田恵理子、平凡太郎、草薙良一、石山律雄 |                                                           |
| 210  | 5月13日      | 特命ヘリ102応答せず!                | 長坂秀佳             | 村山新治   | 藤方佐和子、片岡五郎、小林トシ江、福田麻知子、成田次穂、岡幸次郎、大栗清史、山浦栄、鎌田功、内田修司、山本昌平 |                                                           |
| 211  | 5月20日      | 自供・檻の中の野獣!                 | 塙五郎               | 辻理       | 小池朝雄、久保田民絵、弘松三郎、梅原正樹、俵一、柴田林三郎、生江和夫、邦創典、松下昌司、福島歳恵、上平明久、須永貴弘、須永浩 |                                                           |
| 212  | 5月27日      | 地図を描く女!                       | 阿井文瓶             | 野田幸男   | 左時枝、山本武、稲川善一、鎌田功、八百原寿子、鈴木秋夫、田代潤、楠田薫、佐伯徹、加藤嘉 |                                                           |
| 213  | 6月3日       | 密室殺人・小さな瞳の謎!             | 横山保朗             | 天野利彦   | 山口美也子、南城竜也、和田周、佐々木敏、霜鳥浩昭、菅原一高、島村謙次、福永幸男、早田文次、浅見ひろ子、村上理子、中村玉江、東郷晴子、北城真記 |                                                           |
| 214  | 6月10日      | バラの花殺人事件!                   | 長坂秀佳             | 天野利彦   | 岩城力也、竹井みどり、佐々木裕子、井上三千男、進藤幸、音羽久米子、原ひさ子、和沢昌治、鈴木志郎、大山豊、木村修、菅啓次、菊地大、音羽千佳子、小山昌幸、高村和栄、大栗清史、近藤克明、牧野英臣、信実一徳、藤山律子、大谷朗、三角八郎 |                                                           |
| 215  | 6月17日      | シャムスンと呼ばれた女!             | 橋本綾 (原案:岸牧子) | 辻理       | 風吹ジュン｜横山リエ｜大下哲矢、倉石一旺｜夏木章、小池雄介、生江和夫、木村栄｜織本順吉｜五木田武信、中江真司(ナレーター)、高瀬将敏(技斗) |                                                           |
| 216  | 6月24日      | レスポンスタイム3分58秒!            | 横山保朗             | 村山新治   | 山本清、北條清嗣、倉地雄平、野村昇史、渡辺紀子、狩野勝彦、晴海勇三、三上剛、花原照子、田丸一登、島英司、三田康二、森篤夫、大原真理子、池永寿見子、吉田太門、山田京子、小甲登枝恵、山形政彦、渡辺義之、大館光信、宮脇志都、中原晴子、奥村公延、星美智子、幸田宗丸、真木恭介                                                                     |                                                           |